# Evan McMullin

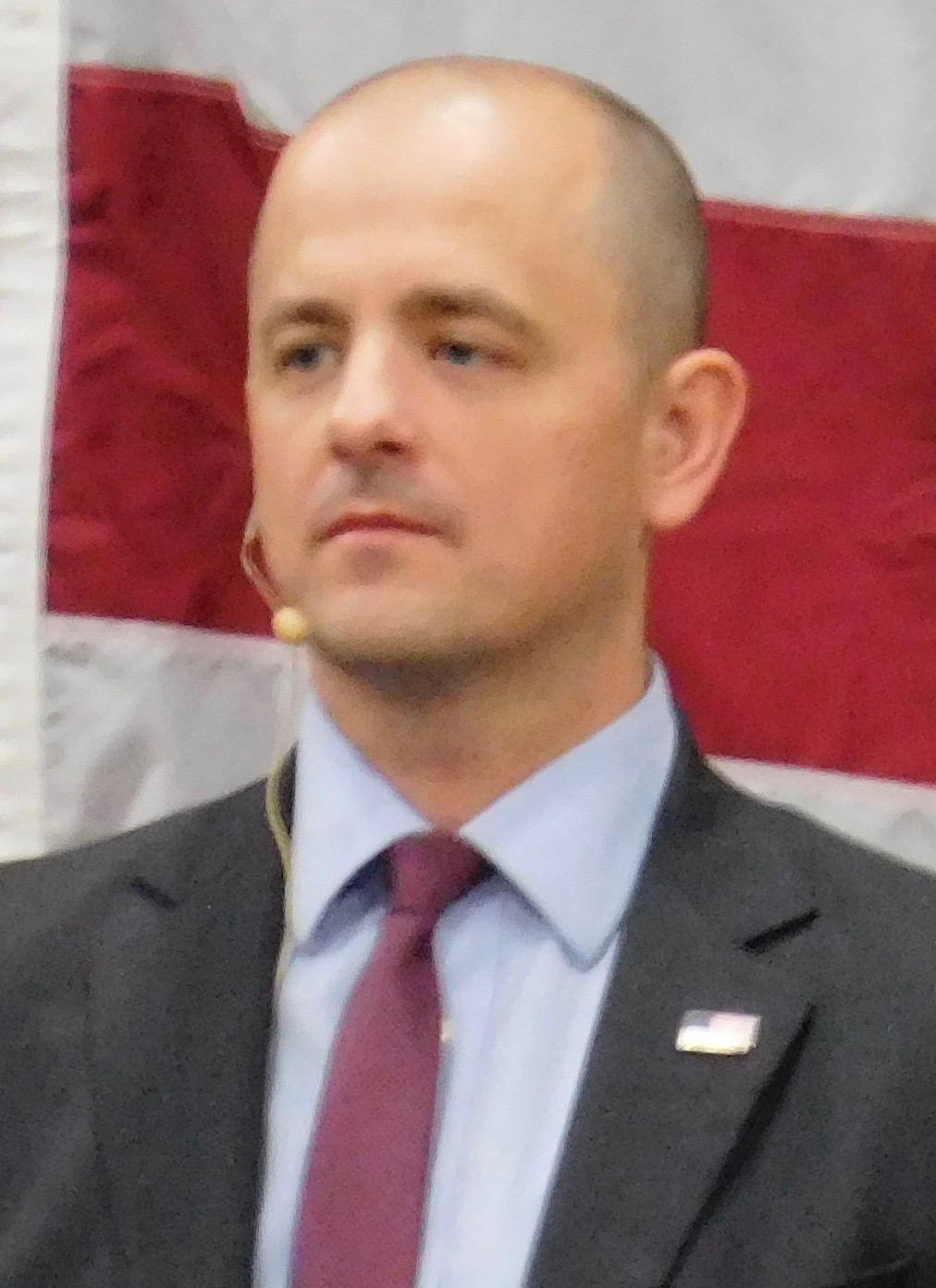
McMullin na campanha de 2016.

David Evan McMullin (Provo, Utah, Estados Unidos, 2 de abril de 1976) é um ex-agente da CIA e político norte-americano. Foi candidato ao cargo de "Presidente dos Estados Unidos" na campanha de 2016, como independente. No pleito, recebeu 725.902 votos, 0,53% do voto direto em âmbito nacional.
Em 1997, entrou na Brigham Young University e começou a fazer estágio na Agência Central de Inteligência. Atuou como funcionário institucional da agência em Israel e na Jordânia e após os Ataques de 11 de setembro de 2001, virou espião, prestando serviços na Ásia, Afica e Oriente Médio. 
Em 2011 deixou a CIA e em 2012 trabalhou na campanha presidencial de Mitt Romney.
Em 8 de agosto de 2016, anunciou que concorreria a presidência dos Estados Unidos de modo independente, obtendo apoio financeiro de vários empresários anti-Trump. No final, McMullin recebeu 21,5% dos votos em Utah, terminando atrás de Trump e Clinton. Nacionalmente, ele recebeu 0,53% dos votos válidos.
Após a derrota em 2016, McMullin se tornou um dos maiores críticos do governo de Donald Trump.